# هورون (کالیفرنیا)
هورون (به انگلیسی: Huron) شهری در شهرستان فرسنو ایالت کالیفرنیا است که در سرشماری سال ۲۰۱۰ میلادی، ۶۷۵۴ نفر جمعیت داشته است.